# Werin Getaszen
Werin Getaszen – wieś w Armenii, w prowincji Gegharkunik. W 2011 roku liczyła 5010 mieszkańców.